# 아시안 텔레비전 어워드
아시안 텔레비전 어워드(Asian Television Awards)는 1996년 창설된 상으로, 아시아 텔레비전 산업의 프로그래밍 및 제작 우수성을 인정하고 보상하는 상이다. 매년 12월 개최되며, 뉴스, 다큐멘터리, 시사, 키즈, 애니메이션, 예능, 드라마, 기술, 디지털, 연기, 연출 등 공연 부문 총 56개 부문으로 구성된다. 이 상에는 무료 TV 방송국, 유료 TV 플랫폼, OTT 플랫폼은 물론 아시아의 많은 독립 제작사를 포함한 다양한 방송사로부터 매년 약 1,400개의 작품이 출품된다. 매년 10개국 이상에서 온 50명 이상의 심사위원단이 출품작을 평가하고 선정한다. 우승자는 3일 저녁에 걸쳐 시상된다. 기술 및 창작 부문에 대한 쿠칭 갈라 디너와 다음날 엔터테인먼트 및 연기 부문에 대한 라이브 방송이 역시 쿠칭에서 이루어진다. 디지털 어워드는 다른 국가에서 별도로 수여된다.